# Ermida de Nossa Senhora do Mato (Porto Judeu)

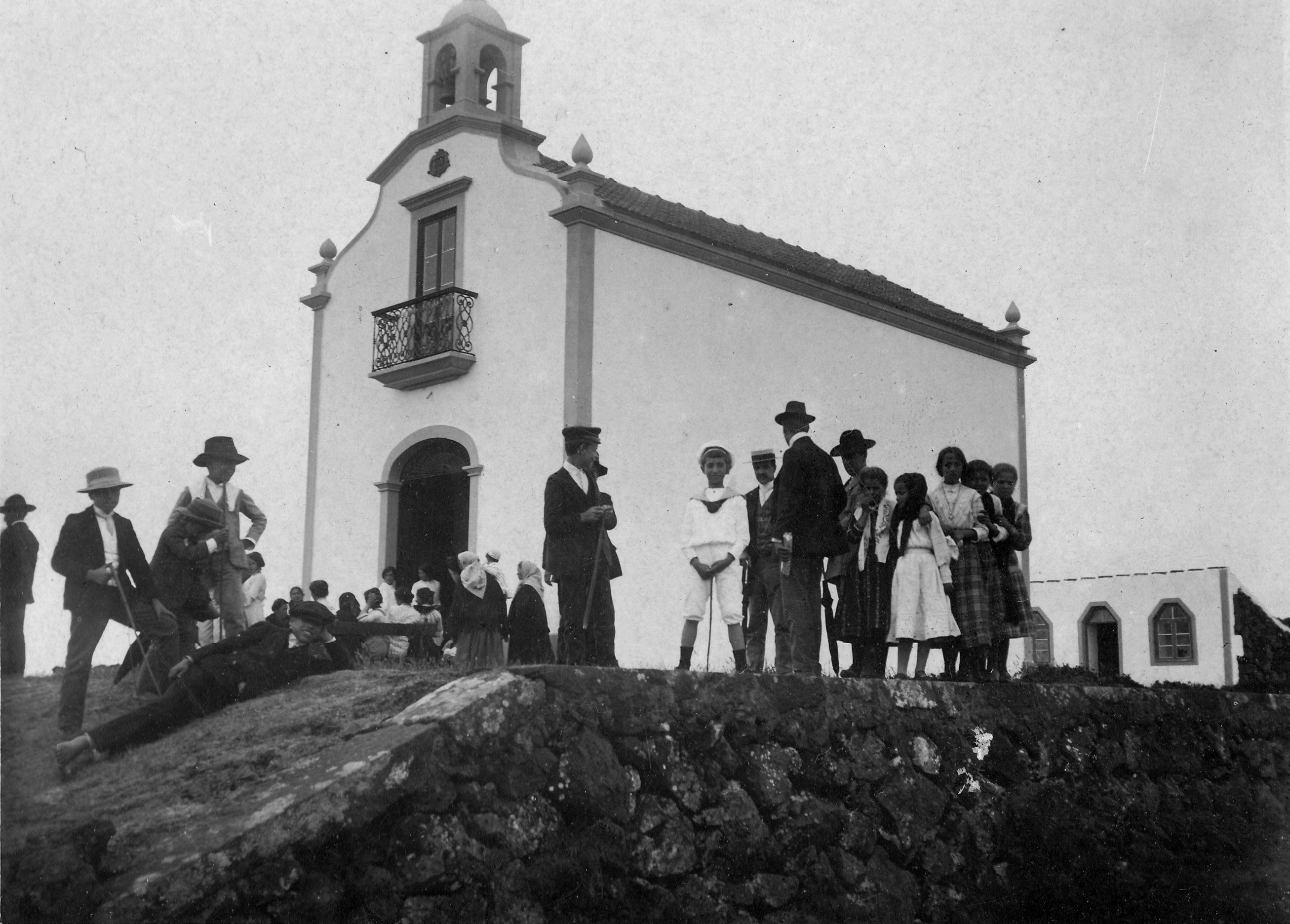
Ermida de Nossa Senhora do Mato, Cinco Picos (Arquivo de Villa Maria).

A Ermida de Nossa Senhora do Mato, também referida como Santinha do Mato, localiza-se nos Cinco Picos ao norte da reta da Achada, na freguesia de Porto Judeu, concelho de Angra do Heroísmo, na ilha Terceira, Região Autónoma dos Açores, em Portugal.

## História
Foi edificada em 1897 por iniciativa de Francisco de Paula de Barcelos Machado de Bettencourt, sob a invocação de Nossa Senhora. A sua festa realiza-se anualmente no dia de São João, com a afluência de muitas pessoas das freguesias vizinhas. Em tempos idos nesta data eram realizadas "ferras" e uma "vacada".

## Características
Exemplar de arquitetura religiosa.
Além da imagem da padroeira, que anteriormente à construção da capela se guardava na casa anexa, possui ainda as imagens de Santo Antão e de Santo Isidro.